# Nesoneura vitiensis
Nesoneura vitiensis är en insektsart som beskrevs av George Willis Kirkaldy 1907. Nesoneura vitiensis ingår i släktet Nesoneura och familjen Derbidae. Inga underarter finns listade i Catalogue of Life.